# Behind the Sun (Eric Clapton)
Behind the Sun è il nono album in studio di Eric Clapton, pubblicato nel 1985 che sancisce la collaborazione con l'amico Phil Collins, il quale offrì a Clapton la possibilità di ritornare sul mercato discografico in maniera più decisa rispetto al precedente Money and Cigarettes del 1983. Il brano più fortunato del lavoro è senza dubbio Forever Man, di cui venne realizzato anche un videoclip programmato spesso da MTV: il pezzo, scritto da Jerry Williams, vede il talento di Ripley in ottima forma chitarristica, così come nel resto dell'album, il quale però rispetto al precedente, vede un più massiccio impiego di percussioni e sintetizzatori, tipici di quegli anni.
Il tormentato matrimonio con Pattie Boyd stimolò Clapton nel riprendere a scrivere canzoni, come il brano d'apertura She's Waiting, Same Old Blues, Just A Like a Prisoner e il dolce pezzo di chiusura Behind The Sun.
Il tour di Behind The Sun toccò anche il Live Aid del 1985 a cui il chitarrista e la sua band (con Phil Collins alla batteria) presero parte nel John F. Kennedy Stadium di Philadelphia, davanti a circa 100,000 persone.
Il disco vede la partecipazione di molti musicisti turnisti tra i quali Steve Lukather e Jeff Porcaro dei Toto, Nathan East e Greg Phillinganes che entreranno sempre nei Toto nel 2005. 
In particolare insieme a Lukather, Clapton rivide e perfezionò parte della sua strumentazione e dei suoi effetti.

## Tracce
1. She's Waiting - 4:55 - (Clapton - Robinson)
2. See What Love Can Do - 3:58 - (Jerry Lynn Williams)
3. Same Old Blues - 8:15 - (Clapton)
4. Knock On Wood - 3:19 - (Floyd - Cropper)
5. Something's Happening - 3:23 - (Jerry Lynn Williams)
6. Forever Man - 3:13 - (Jerry Lynn Williams)
7. It All Depends - 5:05 - (Clapton)
8. Tangled In Love - 4:11 - (Levy - Feldman)
9. Never Make You Cry - 6:06 - (Clapton - Collins)
10. Just Like A Prisoner - 5:29 - (Clapton)
11. Behind The Sun - 2:13 - (Clapton)

## Formazione
- Eric Clapton - voce, chitarra sintetica, chitarra ritmica
- Lindsey Buckingham - chitarra ritmica addizionale
- Phil Collins - sintetizzatore, cori, programmazione, pianoforte, rullante, percussioni, batteria, Fender Rhodes, batteria elettronica
- James Newton Howard - sintetizzatore
- Lenny Castro - congas
- Michael Omartian - sinteitzzatore
- Ray Cooper - gong, percussioni
- Ted Templeman - tamburello basco, shaker, timbales
- Donald Dunn - basso
- Nathan East - basso, cori
- Greg Phillinganes - sintetizzatore, cori
- John Robinson - batteria
- Steve Lukather - chitarra ritmica
- Jeff Porcaro - batteria
- Chris Stainton - sintetizzatore, pianoforte, organo Hammond, Fender Rhodes
- Marcy Levy, Jerry Williams Jr., Shaun Murphy - cori